# Solovăstru, Mureș
Solovăstru (în maghiară Görgényoroszfalu, în germană Reußischdorf) este satul de reședință al comunei cu același nume din județul Mureș, Transilvania, România.

## Localizare
Localitatea este situată pe râul Gurghiu în apropiere de municipiul Reghin.

## Istoric
Satul Solovăstru este atestat documentar în anul 1644.

## Vechea mănăstire
Se numea mânăstirea "La capul Dealului". În anul 1774 avea un călugăr. Averea în 1774: arător de 1 găleată, un fânaț de 4 care de fân și o
pădurice.

## Date geologice
Pe teritoriul satului Solovăstru există izvoare sărate.

## Obiective turistice
- Rezervația naturală “Pădurea Mociar” (48 ha).

## Personalități
- Virginia Zeani (1925-2023), cântăreață de operă.
- Ioan Chiorean, compozitor și dirijor (n. 12 ianuarie 1912, în Solovăstru, jud. Mureș); A absolvit studiile muzicale la Conservatorul din București (1936-1940, 1945-1946) - având ca profesori pe: Faust Nicolaescu, Mihail Jora, Dimitrie Cuclin, Ion Ghiga, Constantin Brăiloiu; Prim dirijor și director al Ansamblului Doina al Armatei din București (1960-1962; Distincții: Ordinul Meritul Militar cls. III (1959), cls. II (1964), cls. I (1969), premiile Uniunii Compozitorilor (1979, 1986). A compus muzică pentru fanfară și muzică corală.
- Ioan Mera (n. 1987), fotbalist român, căpitan al echipei Politehnica Timișoara

## Imagini

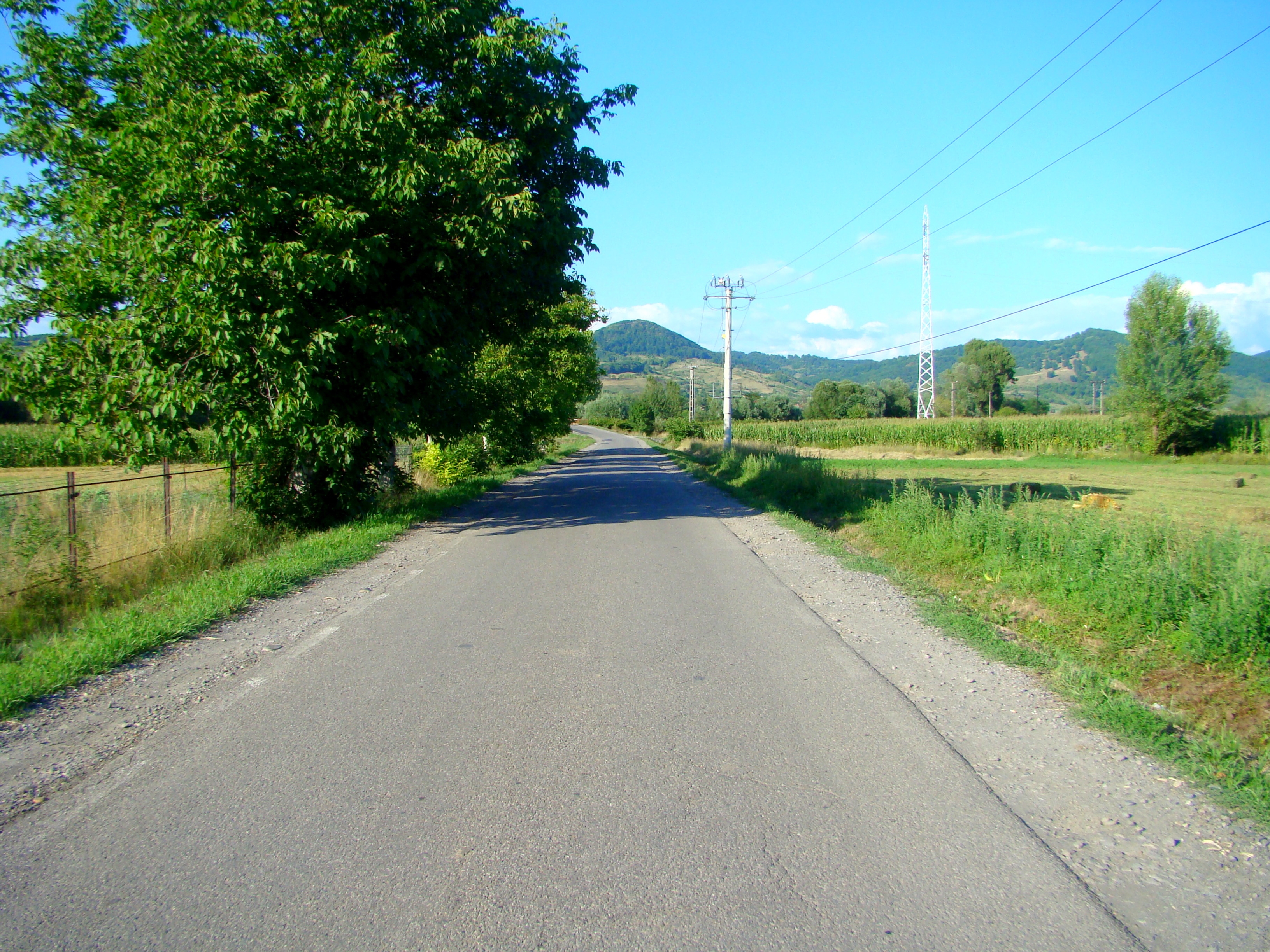
Drumul Jabenița-Solovăstru
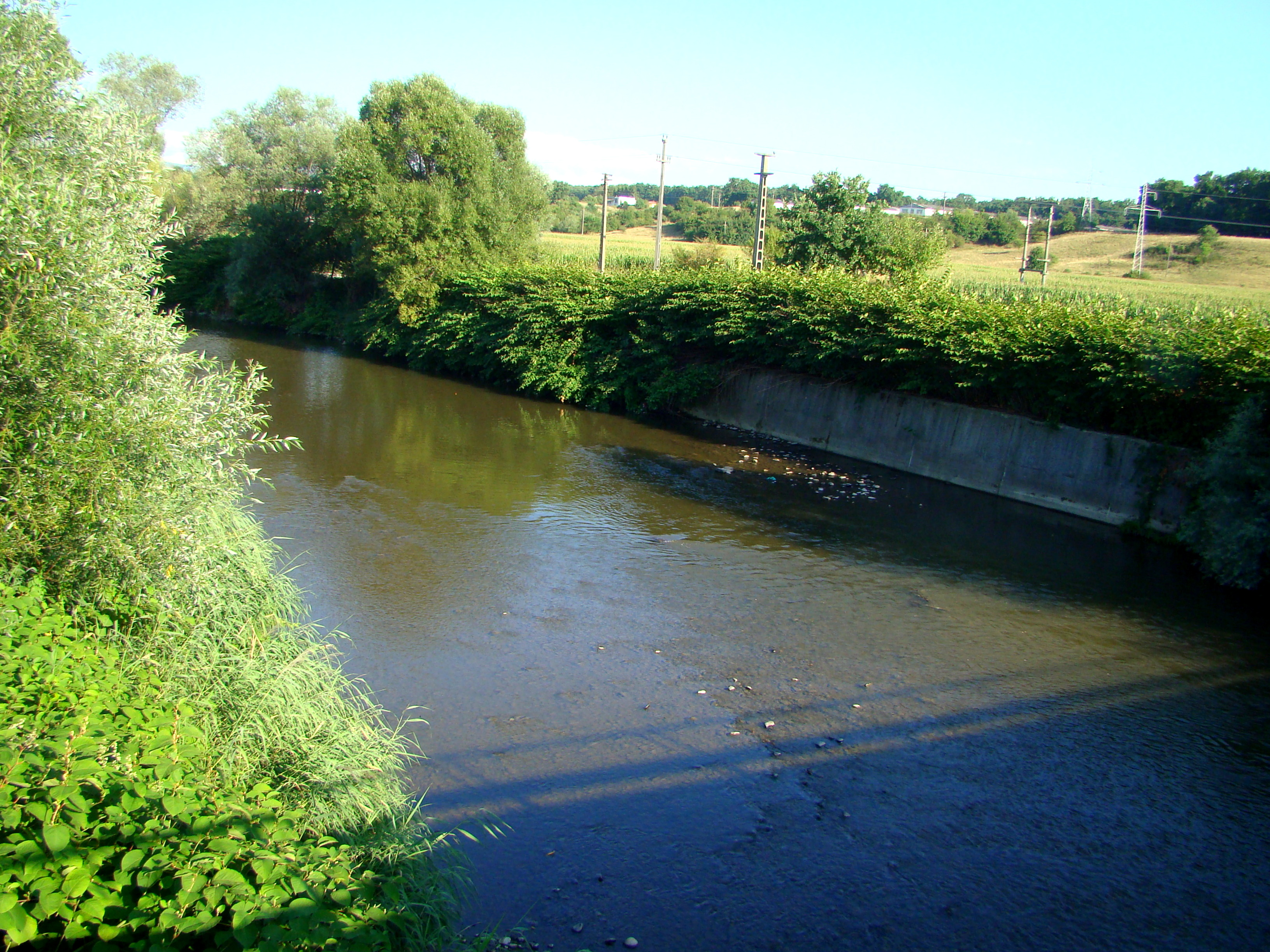
Râul Gurghiu lângă Solovăstru
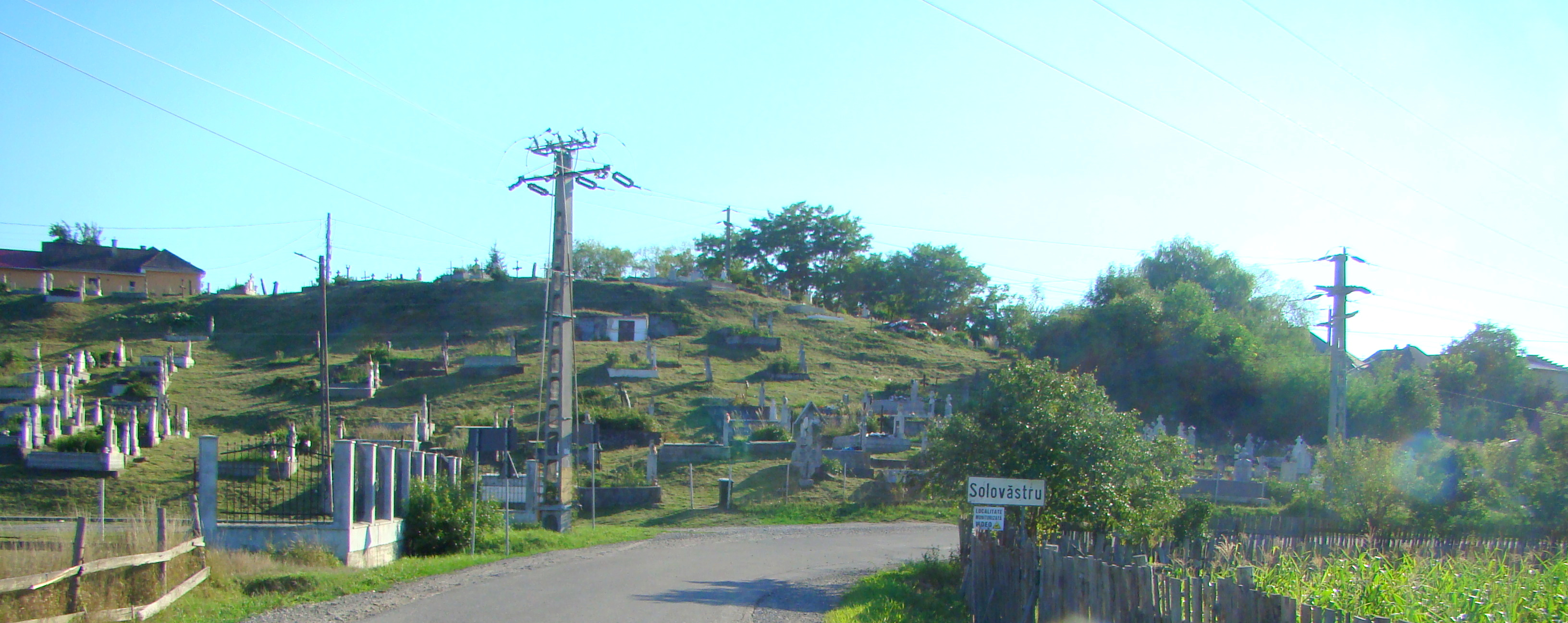
Intrarea în localitate
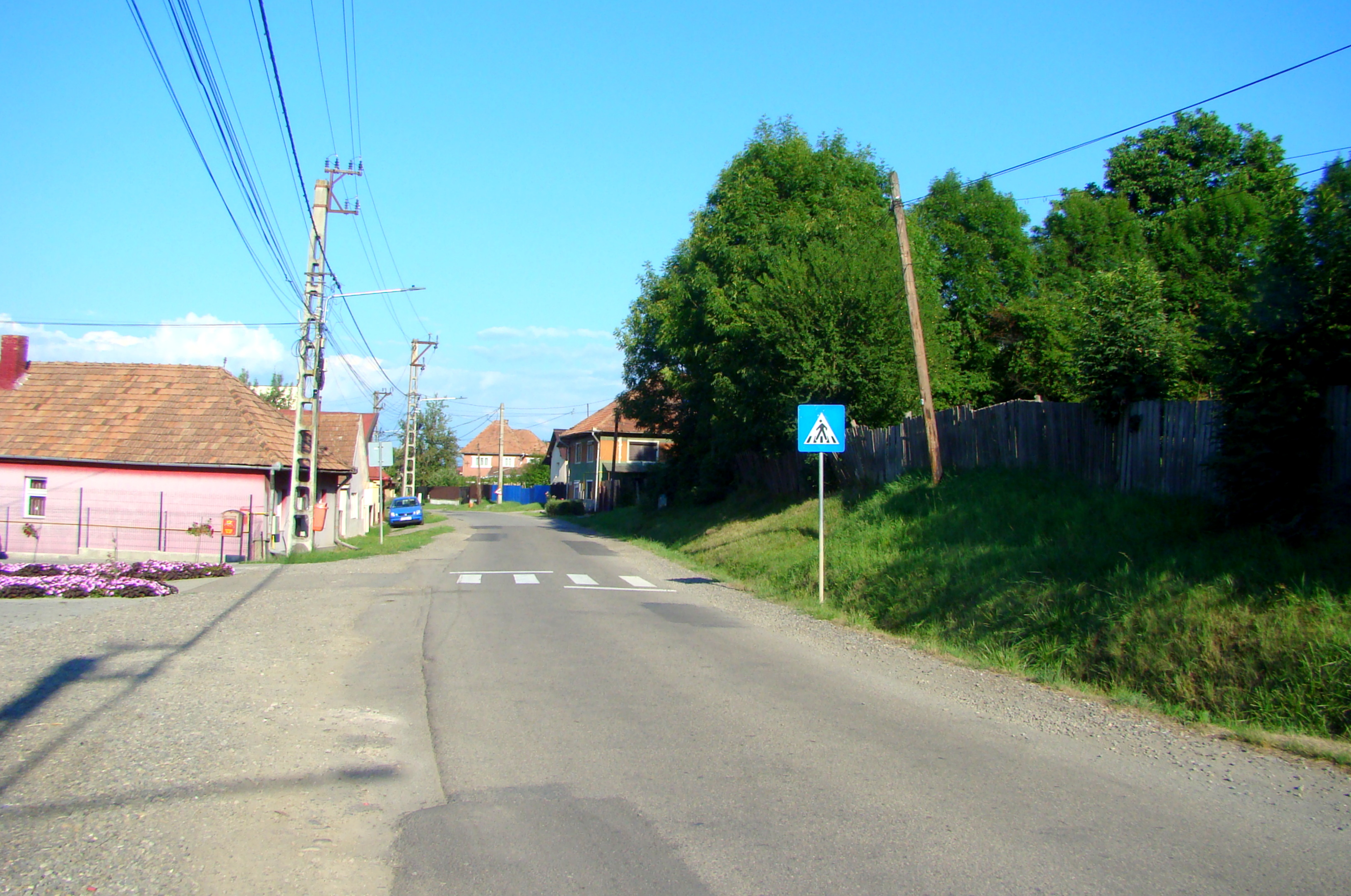
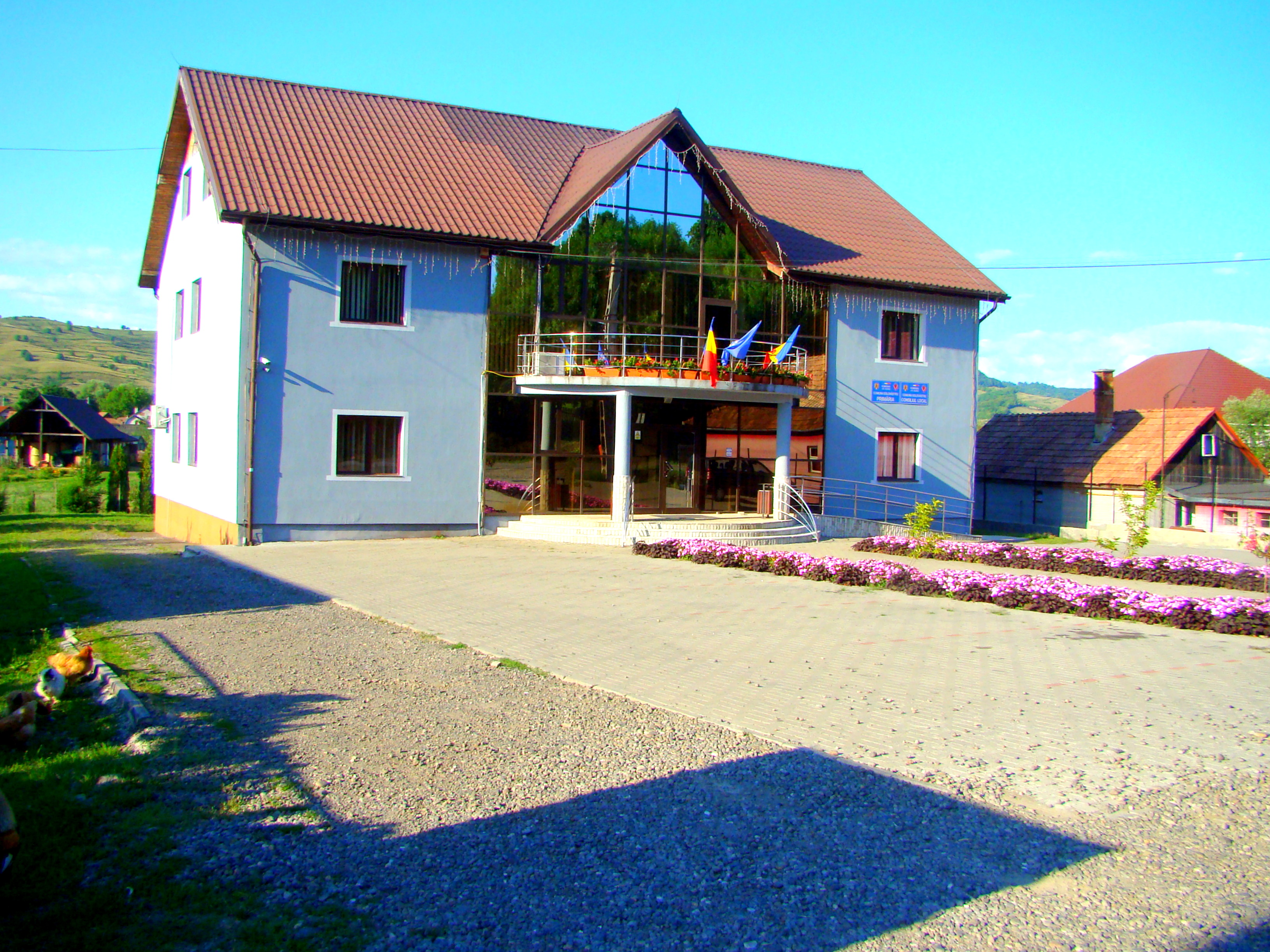
Primăria comunei
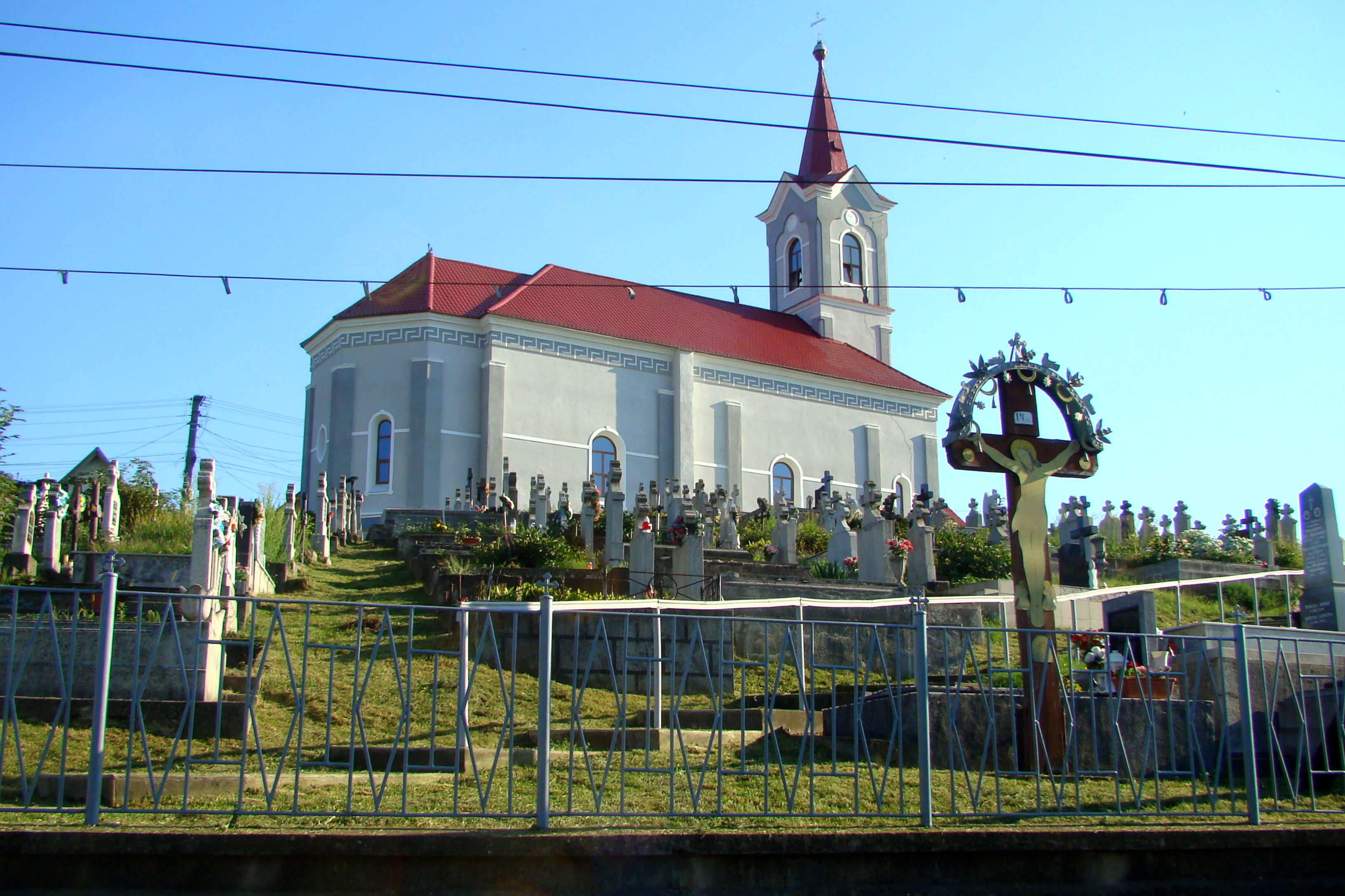
Biserica ortodoxă „Sfântul Ioan Botezătorul”